# 乔考克
乔考克，是匈牙利费耶尔州所辖的一个村。总面积10.92平方公里，总人口1274，人口密度116.7人/平方公里（2011年1月1日）。